# Премия Эйнштейна Американского физического общества
Премия Эйнштейна от Американского физического общества (англ. Einstein Prize from APS) — награда, назначаемая Американским физическим обществом (США) с  2003 года за выдающиеся достижения в области гравитационной физики. Премия присуждается раз в два года, она названа в честь Альберта Эйнштейна, автора специальной и общей теории относительности. По состоянию на 2013 год, размер премии составляет $10000.

## Лауреаты
| Год  | Лауреат(ы)       | Обоснование | Ссылки                                                                                                |
| ---- | ---------------- | --- | --- |
| 2003 | Джон Уилер       | За новаторские исследования в общей теории относительности, включая гравитационное излучение, квантовую гравитацию, чёрные дыры, сингулярности пространства-времени и симметрии в уравнениях Эйнштейна, а также за лидерство и вдохновение поколений исследователей в общей теории относительности. | Архивная копия от 25 марта 2018 на Wayback Machine Архивная копия от 25 марта 2018 на Wayback Machine |
| 2003 | Питер Бергман    | За новаторские исследования в общей теории относительности, включая гравитационное излучение, квантовую гравитацию, чёрные дыры, сингулярности пространства-времени и симметрии в уравнениях Эйнштейна, а также за лидерство и вдохновение поколений исследователей в общей теории относительности. | Архивная копия от 25 марта 2018 на Wayback Machine Архивная копия от 25 марта 2018 на Wayback Machine |
| 2005 | Брайс Девитт     | За широкий диапазон оригинальных вкладов в гравитационную физику, особенно в области квантовой гравитации, калибровочных теорий поля, торможения излучением в искривлённом пространстве-времени и вычислительной теории относительности; и за вдохновение поколения студентов.                      | Архивная копия от 25 марта 2018 на Wayback Machine                                                    |
| 2007 | Райнер Вайсс     | За фундаментальный вклад в развитие детекторов гравитационных волн на основе оптической интерферометрии, что привело к успешной работе лазерно-интерферометрической гравитационно-волновой обсерватории LIGO.                                                                                       | Архивная копия от 28 ноября 2018 на Wayback Machine Архивная копия от 16 июля 2018 на Wayback Machine |
| 2007 | Рональд Древер   | За фундаментальный вклад в развитие детекторов гравитационных волн на основе оптической интерферометрии, что привело к успешной работе лазерно-интерферометрической гравитационно-волновой обсерватории LIGO.                                                                                       | Архивная копия от 28 ноября 2018 на Wayback Machine Архивная копия от 16 июля 2018 на Wayback Machine |
| 2009 | Джеймс Хартл     | За широкий диапазон фундаментальных вкладов в теорию релятивистских звёзд, квантовые поля в искривлённом пространстве-времени и особенно квантовую космологию. | Архивная копия от 1 июля 2018 на Wayback Machine                                                      |
| 2011 | Эзра Ньюмен      | За выдающийся вклад в теорию относительности, включая формализм Ньюмена-Пенроуза, решение Керра — Ньюмена и слоение. За его интеллектуальную страсть, щедрость и честность, которые вдохновили и стали образцом для поколений релятивистов.                                                         | Архивная копия от 25 марта 2018 на Wayback Machine                                                    |
| 2013 | Ирвин Шапиро     | За его вклад в экспериментальную проверку релятивистских теорий гравитации для Солнечной системы, особенно за публикацию и измерение эффекта Шапиро. | Архивная копия от 15 декабря 2017 на Wayback Machine                                                  |
| 2015 | Яаков Бекенштейн | За его революционную работу по энтропии чёрных дыр, которое создало раздел термодинамики чёрных дыр и преобразовало длительные усилия по объединению квантовой механики и гравитации. | Архивная копия от 25 марта 2018 на Wayback Machine                                                    |
| 2017 | Роберт Уолд      | За фундаментальный вклад в классические и полуклассические исследования гравитации; в частности, за открытие общей формулы для энтропии чёрных дыр, и за развитие строгой формулировки квантовой теории поля в искривлённом пространстве-времени.                                                   | Архивная копия от 25 марта 2018 на Wayback Machine                                                    |
| 2019 | Абэй Аштекар     | За многочисленные и плодотворные достижения в общей теории относительности, включая теорию черных дыр, каноническую квантовую гравитацию и квантовую космологию. | Архивная копия от 26 октября 2018 на Wayback Machine                                                  |
| 2021 | Уилл, Клиффорд   | Оригинальный текст (англ.)«For outstanding contributions to observational tests of general relativity with theories of gravitational waves, astrophysical black holes, and neutron stars.» | |
| 2021 | Saul Teukolsky   | Оригинальный текст (англ.)«For outstanding contributions to observational tests of general relativity with theories of gravitational waves, astrophysical black holes, and neutron stars.» | |